# ナビィの恋
『ナビィの恋』（なびぃのこい）は1999年12月4日公開の中江裕司監督が製作した日本映画。沖縄民謡の大御所を多数起用し、音楽と笑いを基調にしたミュージカル的作品。地元沖縄県でも公開され（1999年には劇場ではなく那覇市内のリウボウホールで上映）、人気を集めた。

## ストーリー
祖父母の暮らす沖縄県・粟国島に里帰りした奈々子（西田尚美）。幼馴染みのケンジ（津波信一）が操縦する島への連絡船で、奈々子は白いスーツの老紳士を見かける。奈々子を迎えるナビィおばあ（平良とみ）とおじぃの恵達（登川誠仁）。ひょんなことで恵達の家に滞在することになった風来坊、福之助（村上淳）も交えてにぎやかな雰囲気に。
だがなんとなくナビィおばあの様子が落ち着かない。奈々子が船で見かけた男性は、60年ぶりに島へ帰ってきたナビィおばあのかつての恋人・サンラー（平良進）だったのだ。島から追放されたサンラーが戻ってきたことで、東金城（あがりかなぐすく）家一同はユタ（吉田妙子）を囲んで大騒ぎなった。

## キャスト
東金城奈々子
演 - 西田尚美
仕事を辞めて、東京から故郷の島に戻ってきた女性。明朗快活な性格でお酒好き。祖父母と暮らし始めるが、ナビィとサンラーのことに気を揉む。緩やかな時間が流れる故郷の島で過ごしながら、持ち前の明るさで人々との交流を深める。
東金城ナビィ
演 - 平良とみ
奈々子の祖母。恵達より数歳年上。家の周りに植えたブーゲンビリアの世話をするなどして過ごす。恵達から「島一番の美人」と評されている。腰痛持ち。ある時からこそこそと行き先も告げずにどこかへ行きだし、奈々子に怪しまれる。
平良は本作で注目され、2001年放送のNHK連続テレビ小説『ちゅらさん』で全国区の人気女優となる。

### 奈々子と関わる人
福之助
演 - 村上淳
島にふらっとやってきた若者。島に滞在することになり、奈々子の家で寝泊まりする。恵達の仕事を手伝ったり三線を教わったり、奈々子と浜辺で語るなどして過ごす。
ケンジ
演 - 津波信一
島の連絡船の運転手。奈々子の幼なじみ。大雑把な言動と周りの人のことをあまり考えない人物で連絡船の運転も荒い。奈々子に好意を寄せていて、勝手に婚約者を気取る。

### ナビィと関わる人
東金城恵達
演 - 登川誠仁
奈々子の祖父。いつも三線を持ち歩き、気ままに沖縄民謡などを弾き語っている。普段は自身の牧場でのんびりと牛を育てている。年は取っているが女性のおっぱいやお尻が好き。会話に時々英語を交えたり、時々三線でアメリカ国歌を弾いたりするところにアメリカ統治下時代の名残りを感じさせる。
監督の中江裕司やスタッフが出演オファーのため何度も登川の自宅まで行き説得を試みたものの、当初は「歌が専門で、カメラの前で演技ができるわけがない。冗談じゃない。」と断られ続けていた。門前払いやフテ寝や居留守など全力で断られること６ヶ月、誠仁の妻シゲが「こんなことを繰り返していると、いつか、登川誠仁という人間は偉そうにしている奴だと世間に知れるよ」という一言で、70歳手前にして重い腰を上げ、初の映画出演を承諾することとなった。
サンラー
演 - 平良進
元々この島の住人で、ナビィの元恋人。素潜りで魚を捕まえるのが得意。恵達が子供の頃に島を出て行き、その後ナビィと結婚した恵達に会っているが仲は悪くない。
ツル（ユタ）
演 - 吉田妙子
島の占い師のような存在。ナビィとサンラーについて先祖の言葉を聞いて占う。足が悪いため外出時は電動三輪車に乗っている。占いの信ぴょう性は不明だが、奈々子からは「インチキ占い師」と言われる。

### 東金城家の親族
本家の長老の家族
演 - 長老（嘉手苅林昌）、妻・ミサコ（大城美佐子）、息子（嘉手苅林次）
息子のヴァイオリン演奏と夫妻の三線の弾き語りで、『十九の春』などの沖縄民謡を3人で演奏する。
長老を演じた嘉手苅林昌は沖縄民謡の草分け的存在として親しまれていたが、撮影後間もない1999年10月9日に死去。本作が遺作となった。
けいいち
演 - 島正廣
奈々子の父。全然連絡をくれない奈々子に久しぶりに会い、愚痴をこぼす。クライマックスのみんなで踊るシーンでは太鼓を担当。
親戚のおじさん
演 - 仲嶺眞永
奈々子の親戚。島の占い師であるユタの判断を仰ぐため、けいいちと共にナビィの家に身内で集まる。

### その他主な住人
麗子
演 - 兼島麗子
商店を営む。オコーナーをダーリンと呼び、作中では妊娠中。オペラ歌手のような美声で『ハバネラ』（ビゼー作曲）をスペイン語らしき歌詞で歌う。
オコーナー
演 - アシュレイ・マックアイザック
麗子の夫。アイルランド人。フィドル（ヴァイオリンと同じ楽器）で、ケルト民謡などを仲間たちと演奏する。ちなみにナビィは、『アイルランド』が中々覚えられずに『愛してるランドの人』と言っている。アイルランド音楽の曲「クレイグニッシュ・ヒルズ」と「The Green Fields Of Glentown（サントラのタイトルは「アイリッシュ・リール」）」をそれぞれ初登場時の合奏と映画中盤の独奏シーンで弾く他、島人バンドといろいろな曲を合奏する。
島人バンド
演 - 磯田健一郎（大太鼓）、長生淳（オルガン）、大城正司（サックス）
同じく島に住むオコーナーと共に演奏活動をする。
アブジャーマー男
演 - 山里勇吉
いつも老人のお面を被っている人。普段は祝いの席で沖縄民謡を三線弾き語る(流しのような)仕事をしている。
島の子供たち
演 - 新城司、新城世梨奈、新城亜梨沙、宮里由布佳、宮里由似、高良 俊、平田修一朗
ケンジと奈々子が好きかどうかが気になり、奈々子をからかう。また、奈々子に頼まれてナビィを尾行する。

### その他の人
若き日のナビィ
演 - 宇座里枝
サンラーと付き合っていたが、昔から影響力のある島の占い師の判断により、サンラーとの恋愛は良くないと無理やり別れさせられる。
若き日のサンラー
演 - 大田守邦
恋人のナビィと別れさせられ島を追い出された後、恵達によると移民としてブラジルに渡ったとされる。
牛祭りの司会
演 - ぴのっきお
大阪からこの仕事をするためにやってきた漫才師。ボケツッコミをしながら進行するが、あまりウケていない。

## スタッフ
- 製作：竹中功、佐々木史朗
- 監督：中江裕司
- 脚本：中江素子、中江裕司
- 撮影監督：高間賢治
- 美術：真喜屋力
- 音楽：磯田健一郎、藤田正
- 編集：宮島竜治
- 助監督：土岐善將、小林聖太郎、新藤風
- 協力プロデューサー：佐藤美由紀

## 挿入曲
（曲名などはエンドロールより）
『ひょっこりひょうたん島』
- 作詞：井上ひさし、山元護久、作曲：宇野誠一郎、唄：津波信一

『下千鳥』（沖縄民謡）
- 唄三線：登川誠仁

『海ぬチンボーラ』（沖縄民謡）
- 三線：登川誠仁

『じゅりぐわぁ小唄／十九の春』～本家バージョン1～
- 唄三線：嘉手苅林昌、大城美佐子、唄：西田尚美、ヴァイオリン：嘉手苅林次

『じゅりぐわぁ小唄／十九の春』～本家バージョン2～
- 唄三線：嘉手苅林昌、大城美佐子

『じゅりぐわぁ小唄／十九の春』～メドレーバージョン～
- 補作詞：中江裕司、編曲：長生淳、三線：大城美佐子、嘉手苅林次、
- フィドル：アシュレイ・マックアイザック、オルガン：長生淳、サックス：大城正司、パーカッション：磯田健一郎
- 唄：山里勇吉、嘉手苅林昌、大城美佐子、津波信一、兼島麗子、西田尚美、村上淳、登川誠仁

『ザ・スター・スパングルド・バナー』
- 作曲：フランシス・スコットキー、三線：登川誠仁

『六調節』（八重山民謡）
- 唄三線：山里勇吉

『クレイグニッシュ・ヒルズ』（ケルト民謡）
- 編曲：長生淳、フィドル：アシュレイ・マックアイザック
- オルガン：長生淳、サックス：大城正司、パーカッション：磯田健一郎

『ケルティック・リール』（ケルト民謡）
- フィドル：アシュレイ・マックアイザック

『トゥバラーマ』（八重山民謡）～大濱商店バージョン～
- 編曲：長生淳、磯田健一郎、アシュレイ・マックアイザック、兼島麗子
- フィドル：アシュレイ・マックアイザック、唄：兼島麗子

『トゥバラーマ』（八重山民謡）～回想・ナビィバージョン～
- 笛：喜舎場孫好、唄：神村るみ子、山里勇吉

『国頭ジントヨー』（沖縄民謡）
- 唄三線：登川誠仁、村上淳

『国頭ジントヨー』（沖縄民謡）～モンデヨーバージョン～
- 作詞：中江裕司、唄三線：登川誠仁、村上淳

『国頭ジントヨー』（沖縄民謡）～サンラーを称えるバージョン～
- 作詞：ビセカツ、唄三線：登川誠仁、村上淳

『月ぬ美しゃ』（八重山民謡）
- 唄三線：山里勇吉

『むんじゅる節』（沖縄民謡）
- 演奏／唄：照喜名朝一、安冨祖流絃声会

『夏の扉』
- 作詞：三浦徳子、作曲：財津和夫、唄：西田尚美

『ロンドンデリーの歌』（アイルランド民謡）
- 訳詞：津川主一、編曲：長生淳、フィドル：アシュレイ・マックアイザック
- オルガン：長生淳、サックス：大城正司、パーカッション：磯田健一郎、唄：山里勇吉

『ハバネラ』（カルメン～恋は野の鳥～）
- 作曲：ジョルジュ・ビゼー、作詞：プロスペール・メリメ、アンリ・メイヤック
- 編曲：長生淳、普久原恒勇、演奏：三絃木謡会、唄：兼島麗子

『アッチャメー小』（沖縄民謡）
- 唄三線：登川誠仁、太鼓：島正廣

## テーマ曲
『RAFUTI』
- 作曲：マイケル・ナイマン、プロデューサー：キャメロン・アラン、藤田正
- ピアノ：マイケル・ナイマン、唄三線：登川誠仁

## 関連事項
「ナビィ」は「なべ」の意味で、カマド・ウシなど、昔の沖縄県では女性によく使われた名前のひとつ。日常生活で身近なものの名前を女性の名前につける風習による。また「チルー」は「つる」、「サンラー」は「三郎」の転訛である。ユタは先祖や神々の霊と言葉を交わす霊能力を持った女性。現在の沖縄にも占いや相談ごとに対応するユタが多く存在する。
ラストシーンで踊られる三線の速弾きは、祝いの席に踊られるカチャーシー。手を上げ、空をかき回すように（カチャーシー=かき回す、の意）動かす動作と軽快なリズムが特徴的。最初の歌詞は琉球古典舞踊「かぎやで風」が出典。かぎやで風も祝席の踊りと親しまれており、現在では結婚披露宴の冒頭に披露される事が多い。
当時の総理大臣の小渕恵三が東京のテアトル新宿で鑑賞し、絶賛。後日、沖縄県に訪問時に総理の強い希望で「総理と語る」の番組中に監督の中江裕司と対談するまでに至る。

## 評価・受賞歴
- 第55回毎日映画コンクール[2]
  - 日本映画優秀賞
  - 音楽賞（磯田健一郎）
- 第5回日本インターネット映画大賞
  - 日本映画作品賞
  - 助演男優賞（登川誠仁）
  - 映画音楽賞
- 第9回日本映画プロフェッショナル大賞
  - 監督賞
  - 特別賞（佐々木史朗）
- 芸術選奨新人賞
- 新藤兼人賞・金賞